# Munkö
Munkö est une île et une réserve naturelle de l'archipel de Stockholm dans le comté de Stockholm en Suède,,.

## L'île
Munkö est une île dans la commune de Värmdö, à 3 milles marins au sud de Stavsnäs. Depuis 1957, Munkö est une réserve naturelle.
Du côté est, à Munköviken, se trouve un port naturel populaire protégé du vent et de la mer par les plus petits ilots Trylkobben, Stavrumskobben et Rävskär.
Au nord de la baie se trouve une maison de l'archipel.

## Réserve naturelle
La réserve naturelle a une superficie de 97 hectares, dont 57 hectares de terres, 40 hectares d'eau et 36 hectares de forêt. 
La réserve naturelle de Munkö a été créée dès le 11 octobre 1957 et constitue depuis lors un lieu important pour la recherche et la conservation de la diversité biologique de la région. 
Le substrat rocheux de Munkö est constitué de calcaire vieux de deux milliards d'années qui apparaît aujourd'hui sous forme de dalles de calcaire. 
Entre les affleurements, poussent des forêts de conifères, des forêts et des bosquets de feuillus, ainsi que de grands ifs. 
Le sol calcaire a conféré à Munkö une flore unique avec, entre autres, une douzaine d'orchidées différentes, comme les sabots de Vénus. 
L’une des espèces caractéristiques des dalles calcaires primordiales est l'orpin blanc, qui est la plante hôte du papillon Apollon. 
On peut également trouver la woodsie alpine, une espèce rare dans le comté de Stockholm.

## Galerie

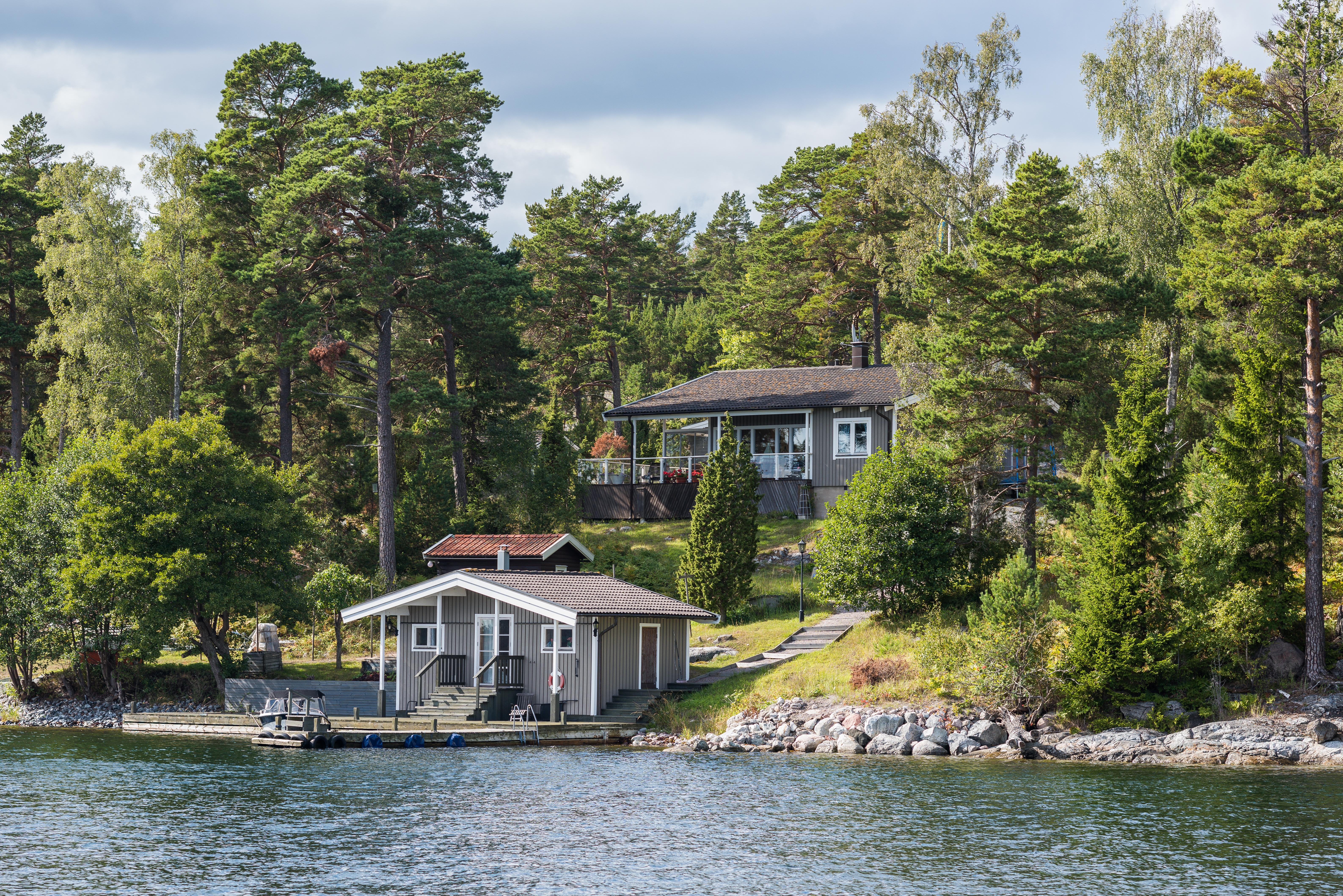